# Ламонт (Вісконсин)
Ламонт (англ. Lamont) — місто (англ. town) в США, в окрузі Лафаєтт штату Вісконсин. Населення — 313 особи (2020).

## Демографія
Згідно з переписом 2010 року, у місті мешкало 314 осіб у 110 домогосподарствах у складі 83 родин. Було 125 помешкань
Расовий склад населення:
| - 99,4 % — білих - 0,6 % — азіатів |

До двох чи більше рас належало 0,0 %. Частка іспаномовних становила 0,0 % від усіх жителів.
За віковим діапазоном населення розподілялося таким чином: 33,8 % — особи молодші 18 років, 50,6 % — особи у віці 18—64 років, 15,6 % — особи у віці 65 років та старші. Медіана віку мешканця становила 39,4 року. На 100 осіб жіночої статі у місті припадало 112,2 чоловіків;  на 100 жінок у віці від 18 років та старших — 116,7 чоловіків також старших 18 років.
Середній дохід на одне домашнє господарство  становив 63 419 доларів США (медіана — 54 688), а середній дохід на одну сім'ю — 70 858 доларів (медіана — 67 679). Медіана доходів становила 41 250 доларів для чоловіків та 36 250 доларів для жінок. За межею бідності перебувало 6,2 % осіб, у тому числі 2,0 % дітей у віці до 18 років та 15,2 % осіб у віці 65 років та старших.
Цивільне працевлаштоване населення становило 169 осіб. Основні галузі зайнятості: сільське господарство, лісництво, риболовля — 29,0 %, освіта, охорона здоров'я та соціальна допомога — 24,3 %, будівництво — 10,1 %, публічна адміністрація — 7,7 %.